# Cecelia Hall
Cecelia Hall ist eine US-amerikanische Tontechnikerin.

## Leben
Hall begann ihre Karriere zunächst als Filmeditor, wechselte jedoch nach zwei Filmen in die Tontechnik, wo sie ihr Debüt bei John Frankenheimers Horrorfilm Prophezeiung hatte. In der Folge arbeitete sie an den ersten drei Star-Trek-Spielfilmen, den ersten beiden Filmen aus der Beverly-Hills-Cop-Reihe sowie an den Tanzfilmen Flashdance und Staying Alive. 1987 war sie die erste Frau, die je für den Oscar in der Kategorie Bester Tonschnitt nominiert war, konnte den Preis für Top Gun – Sie fürchten weder Tod noch Teufel jedoch nicht gewinnen. 1991 erhielt sie gemeinsam mit George Watters II den Tonschnitt-Oscar für Jagd auf Roter Oktober. Für diesen Film war sie zudem für den BAFTA Film Award in der Kategorie Bester Ton nominiert.
Hall wechselte ins Management und stieg bei Paramount Pictures bis zum Senior Vice President of Post-Production Sound auf. Sie lehrte Tongestaltung an der University of California, Los Angeles und war Gastdozentin am Savannah College of Art and Design.

## Filmografie (Auswahl)
- 1979: Star Trek: Der Film (Star Trek: The Motion Picture)
- 1982: Star Trek II: Der Zorn des Khan (Star Trek II: The Wrath of Khan)
- 1983: Flashdance
- 1983: Staying Alive
- 1984: Beverly Hills Cop – Ich lös’ den Fall auf jeden Fall (Beverly Hills Cop)
- 1984: Star Trek III: Auf der Suche nach Mr. Spock (Star Trek III: The Search for Spock)
- 1986: Top Gun – Sie fürchten weder Tod noch Teufel (Top Gun)
- 1987: Beverly Hills Cop II
- 1990: Jagd auf Roter Oktober (The Hunt for Red October)
- 1990: Tage des Donners (Days of Thunder)
- 1992: Die Stunde der Patrioten (Patriot Games)
- 1993: Die Addams Family in verrückter Tradition (Addams Family Values)

## Auszeichnungen
- 1987: Oscar-Nominierung in der Kategorie Bester Tonschnitt für Top Gun
- 1991: Oscar in der Kategorie Bester Tonschnitt für Jagd auf Roter Oktober
- 1991: BAFTA-Film-Award-Nominierung in der Kategorie Bester Ton für Jagd auf Roter Oktober